# Rolf Heby
Rolf Arnold Heby, född 30 augusti 1904 i Falkenberg, död 1 april 1987, var en svensk träskulptör.
Rolf Heby var posttjänsteman, men ägnade en stor del av fritiden åt att snida träfigurer. Han uppmärksammades först för sina tomtar. Men på grund av ett intresse för sagofigurer började han även att snida troll. Dessa gjorde han mera varierade och personliga. Han var aktiv i över 40 år och hans stora produktion av tomtar och troll kom att spridas nationellt men även internationellt.

## Bildgalleri

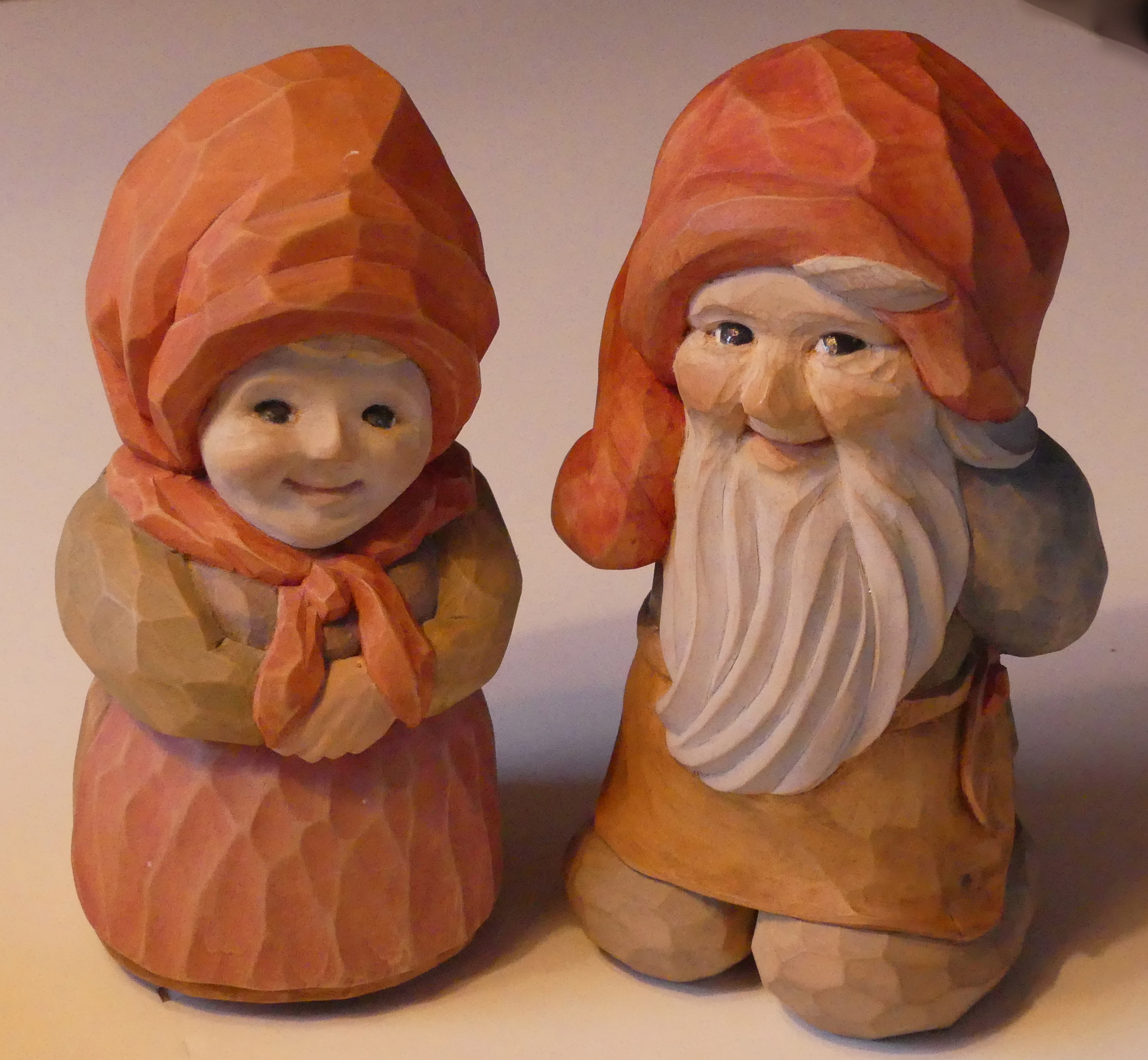
Tomtemor och tomtefar
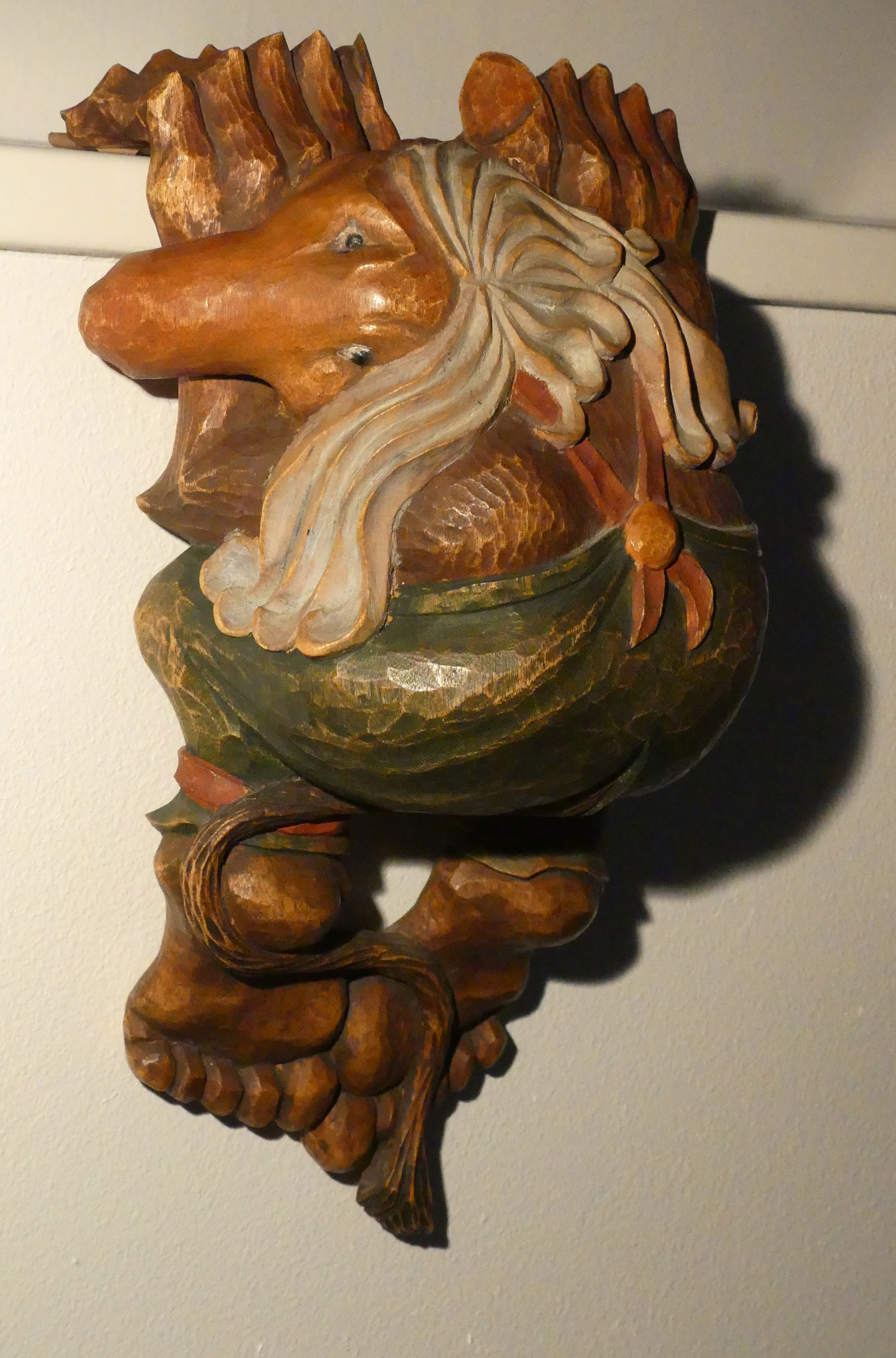
Klättrande troll
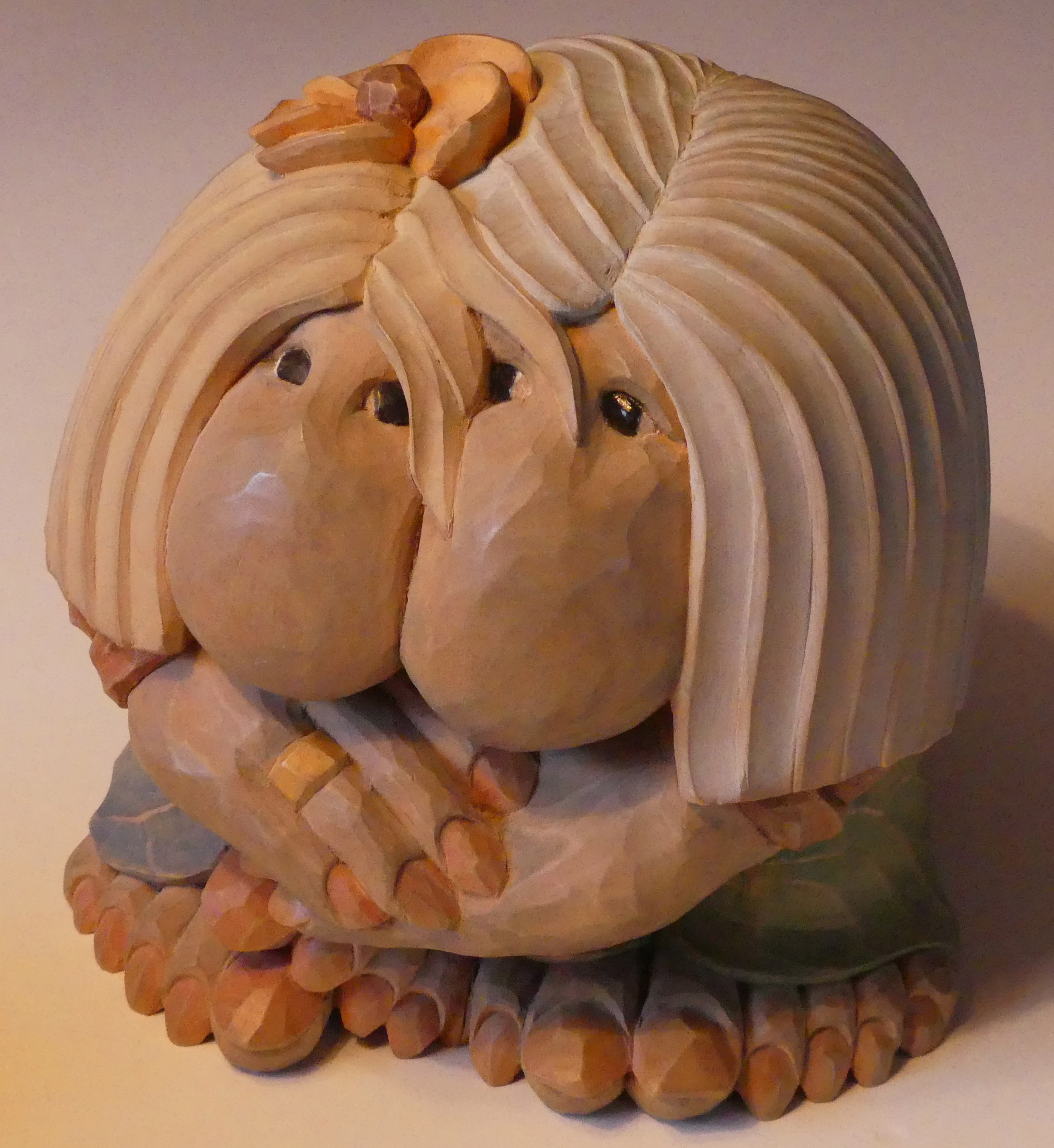
Trollpar